# Olaszi temető
Az Olaszi temető vagy Váradolaszi sírkert (románul: Cimitirul Olosig) Nagyvárad Olaszi városrészében volt. Működésének két évszázada alatt a város és a (vár)megye egyházi, irodalmi és közéleti elitjének temetkezőhelye („Nagyvárad Házsongárdja”) volt. A mai városrészek közül a Rogerius mesterről elnevezett negyed területére esik.

## Története
Az 1779-ben megnyitott sírkert Olaszi két korábbi temetőjét váltotta ki (a kisebb a mai Pasteur, korábban Kórház utcában feküdt; a nagyobb az olaszi temető helyén a város szélén). A 19. század végéig mezők vették körül, csak a déli oldalán állt egy házsor. 1863-ban hozzácsatoltak egy katonai temetőt; a városvezetés kezdeményezésére a 
római katolikus temetőt megnyitották a görögkatolikusok, reformátusok és ortodoxok előtt is.

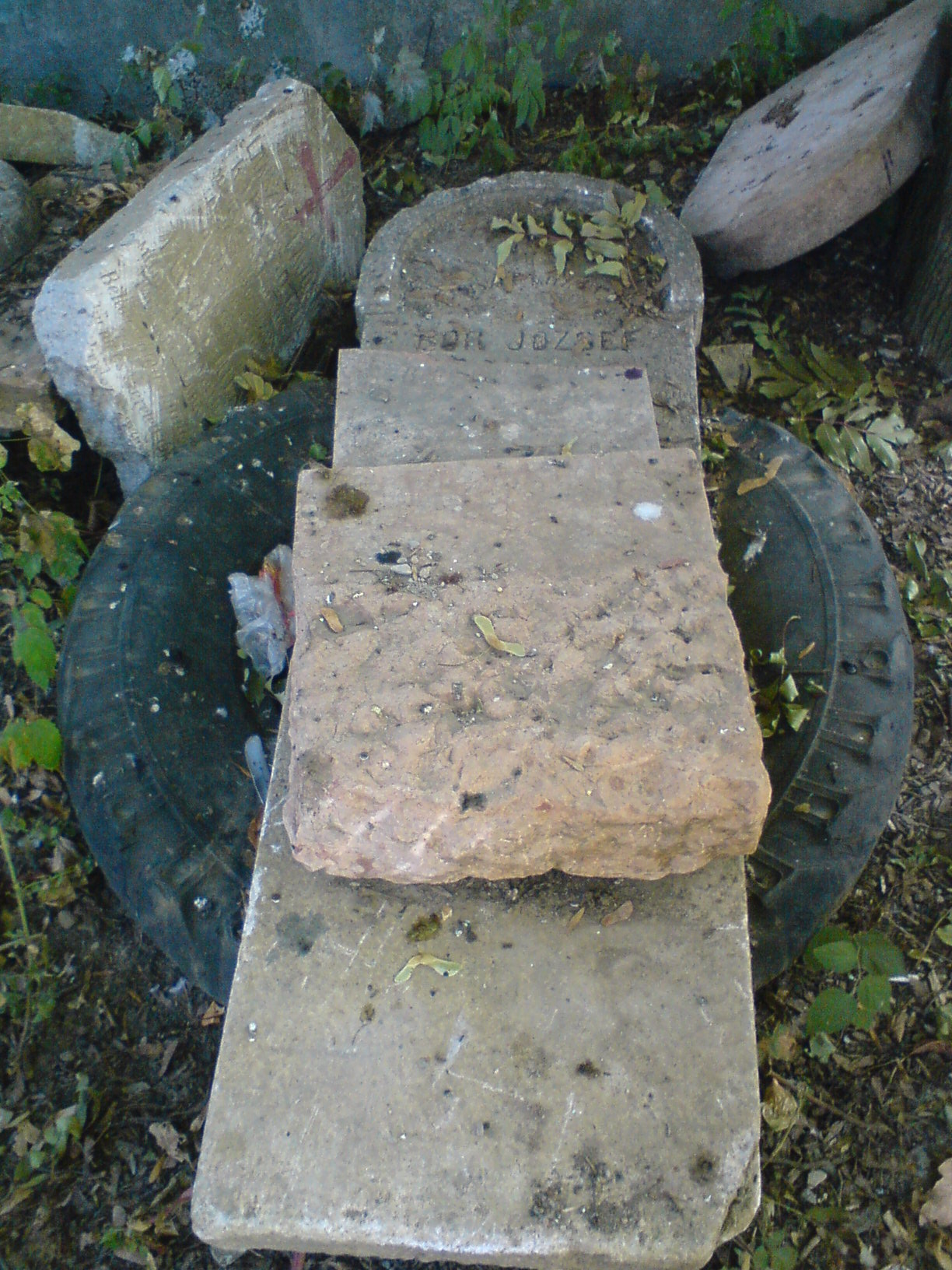
A temetőből összegyűjtött sírkövek 2011-ben

A kommunista időszakban a Rogériusz negyed tömbházaival körülépített temetőt 1970-ben bezárták. Ezt követően állapota a folyamatos és rendszeres vandalizmus (a románok pl. piknikezésre használták) miatt leromlott, az akkori román városvezetés hallgatólagos támogatásával. Tempfli József apátplébános 118 egyházi és közéleti személyiség földi maradványait mentette ki. A forradalom után, 1995-ben felosztották a történelmi egyházak között (a református és a görögkatolikus egyház körbe is kerítette a területét), és parkosították, de a helyzeten ez sem javított, sőt a parkrendezési munkálatoknak is több kripta áldozatul esett. A református templom építése során a sírkövek és a csontok nagy részét összegyűjtötték, hogy a torony alatti kriptában helyezzék el. Az ezt követő években ugyanakkor számos régi síremléket megmentettek. Négy kápolnát később felújítottak: Haller-, Markovits-, Des Echerolles–Kruspér- és Rimanóczy-kápolnát. Az 1848–49-es forradalom és szabadságharc 150. évfordulója alkalmából a megmaradt nyolc honvédsírt a református templom melletti új sírkertben helyezték el.

### Felszámolás
A nagyváradi önkormányzat 2009-es döntése alapján az akkor már jelentősen elhanyagolt olaszi és szőlősi temetőket felszámolták. Előbbi helyén később parkot alakítottak ki, amit II. Mihály havasalföldi fejedelemről neveztek el (Parcul Mihai Viteazul); ez tiltakozást váltott ki a város magyar közösségéből. Végül az Olaszi park (Parcul Olosig) nevet kapta.
Az olaszi és szőlősi temetőkből 2009-ben exhumált 255 személy maradványaiért 53 esetében jelentkeztek a hozzátartozók, ők saját sírhelyet kaptak a Rulikowski temetőben; a fennmaradó 202-t 2014-ben ugyanott közös sírba temették, mely fölé emlékművet emeltek, rajta a nevükkel.

## Itt nyugodtak
- Bunyitay Vince püspök[1]
- Lipovniczky István püspök[1]
- Fiedler István püspök[10]
- Rómer Flóris nagyprépost-kanonok, a magyar régészet atyja [1]
- Hoványi Gyula, a váradi jogakadémia első dékánja[1]
- a színház építését vezető Guttman József[1]
- az EMKE székházát (ma Astoria Szálló) is tervező Sztarill Ferenc[1] (a hozzátartozók külön sírban temettették újra)[5]
- Hegyesi Márton író, publicista[1]
- Balogh István festő[1]
- Sal Ferenc polgármester[1][11]
- Lukács György polgármester[1]
- Iosif Vulcan író, szerkesztő (újratemették a Rulikowski temetőben)[12]
- Fráter Erzsébet, Madách Imre felesége
- Rimanóczy Kálmán (építész, 1840–1908)
- Rimanóczy Kálmán (építész, 1870–1912)

Utóbbi három személy földi maradványait 1997-ben Tempfli püspök a székesegyház kriptájába helyeztette.
Valamint Bihar megye életének történelmi családjai, pl. Rhédey, Hoványi, Nadányi, Gorove, Gerliczy, Haller, Markovits, Fráter, Rimanóczy családok